# Fatouville-Grestain
Fatouville-Grestain és un municipi francès situat al departament de l'Eure i a la regió de Normandia. L'any 2007 tenia 689 habitants.

## Demografia

### Població
El 2007 la població de fet de Fatouville-Grestain era de 689 persones. Hi havia 264 famílies, de les quals 58 eren unipersonals (35 homes vivint sols i 23 dones vivint soles), 93 parelles sense fills, 105 parelles amb fills i 8 famílies monoparentals amb fills.
La població ha evolucionat segons el següent gràfic:
Habitants censats

### Habitatges
El 2007 hi havia 373 habitatges, 270 eren l'habitatge principal de la família, 92 eren segones residències i 11 estaven desocupats. 350 eren cases i 13 eren apartaments. Dels 270 habitatges principals, 239 estaven ocupats pels seus propietaris, 29 estaven llogats i ocupats pels llogaters i 2 estaven cedits a títol gratuït; 11 tenien dues cambres, 39 en tenien tres, 74 en tenien quatre i 147 en tenien cinc o més. 250 habitatges disposaven pel capbaix d'una plaça de pàrquing. A 111 habitatges hi havia un automòbil i a 150 n'hi havia dos o més.

### Piràmide de població
La piràmide de població per edats i sexe el 2009 era:
| Homes | Edats   | Dones |
| ----- | ------- | ----- |
| 0     | 95 o +  | 0     |
| 0     | 90 a 94 | 0     |
| 0     | 85 a 89 | 4     |
| 4     | 80 a 84 | 4     |
| 16    | 75 a 79 | 12    |
| 20    | 70 a 74 | 8     |
| 16    | 65 a 69 | 16    |
| 12    | 60 a 64 | 8     |
| 24    | 55 a 59 | 12    |
| 20    | 50 a 54 | 32    |
| 28    | 45 a 49 | 16    |
| 20    | 40 a 44 | 16    |
| 16    | 35 a 39 | 16    |
| 12    | 30 a 34 | 8     |
| 16    | 25 a 29 | 24    |
| 12    | 20 a 24 | 32    |
| 24    | 15 a 19 | 16    |
| 20    | 10 a 14 | 4     |
| 12    | 5 a 9   | 4     |
| 20    | 0 a 4   | 4     |

## Economia
El 2007 la població en edat de treballar era de 449 persones, 339 eren actives i 110 eren inactives. De les 339 persones actives 317 estaven ocupades (178 homes i 139 dones) i 22 estaven aturades (10 homes i 12 dones). De les 110 persones inactives 52 estaven jubilades, 29 estaven estudiant i 29 estaven classificades com a «altres inactius».

### Ingressos
El 2009 a Fatouville-Grestain hi havia 275 unitats fiscals que integraven 725 persones, la mediana anual d'ingressos fiscals per persona era de 18.318 €.

### Activitats econòmiques
Dels 19 establiments que hi havia el 2007, 4 eren d'empreses de construcció, 1 d'una empresa de comerç i reparació d'automòbils, 3 d'empreses d'hostatgeria i restauració, 1 d'una empresa d'informació i comunicació, 8 d'empreses de serveis i 2 d'empreses classificades com a «altres activitats de serveis».
Dels 4 establiments de servei als particulars que hi havia el 2009, 2 eren paletes, 1 fusteria i 1 lampisteria.
L'any 2000 a Fatouville-Grestain hi havia 21 explotacions agrícoles que ocupaven un total de 310 hectàrees.

## Equipaments sanitaris i escolars
El 2009 hi havia una escola elemental integrada dins d'un grup escolar amb les comunes properes formant una escola dispersa.

## Poblacions més properes
El següent diagrama mostra les poblacions més properes.